# گریسمر، کوئینزلند
گریسمر (به انگلیسی: Gracemere) یک شهرک در استرالیا است که در کوئینزلند واقع شده‌است.